# Mata de São João
Mata de São João é um município da região metropolitana de Salvador, no estado da Bahia, no Brasil. Sua população estimada em 2024 era de 44 839 habitantes. A "Costa dos Coqueiros", na qual se insere a região litorânea do município, é conhecida no mundo inteiro pela beleza de suas praias, pela ocorrência de sol o ano todo e por sua natureza exuberante.
A região litorânea do município começa em Praia do Forte, ao sul, e vai até Costa do Sauipe, ao norte, possuindo 28 quilômetros de litoral e reservas naturais. É uma área que une a simplicidade dos vilarejos baianos com a sofisticação de algumas das maiores redes de hotéis do mundo.

## Topônimo
Segundo a crença popular, o nome original do povoado era "São João da Mata", com o nome original vindo a ser alterado em função de João Lopo de Mesquita, que teria aberto estradas e derrubado matas na região entre 1649 e 1659. As pessoas teriam começado a se referir à região como "mata do seu João", e isso teria causado o surgimento da denominação atual do município, "Mata de São João".

## História
Por volta do ano 1000, a região ocupada atualmente pelo município foi invadida por povos tupis procedentes dos vales dos rios Madeira e Xingu, afluentes da margem direita do rio Amazonas, que expulsaram as tribos indígenas locais, falantes de línguas do tronco linguístico macro-jê, para o interior do continente. Quando os primeiros navegadores europeus chegaram à região, no século XVI, a mesma era ocupada pela tribo tupi dos tupinambás.
Em 1549, a comitiva do governador-geral Tomé de Sousa vinda de Portugal chegou a Salvador. Junto com ela, veio Garcia de Sousa d'Ávila, que, em 1551, começou a construir a Casa da Torre - na então Tatuapara -, na atual Praia do Forte, em Mata de São João, com a finalidade de fiscalizar as embarcações que se dirigiam a Salvador. A fortificação só veio a ser concluída em 1624. Ela veio a se constituir no núcleo do maior latifúndio das Américas, o qual se estendia da Bahia até o Maranhão com plantações de coco e de cana-de-açúcar e criação de gado, movidas pelo trabalho escravo de índios e negros.
No início do período colonial, chegou a abrigar o porto de Tatuapara, na enseada de Tatuapara, local para estabelecimento do comércio internacional e ponto mais ao norte para onde as correntes marinhas levavam.
O povoado foi elevado a vila em 1846. No século anterior, porém, o território matense atual pertenciam a Água Fria e Espírito Santo de Nova Abrantes.

## Geografia

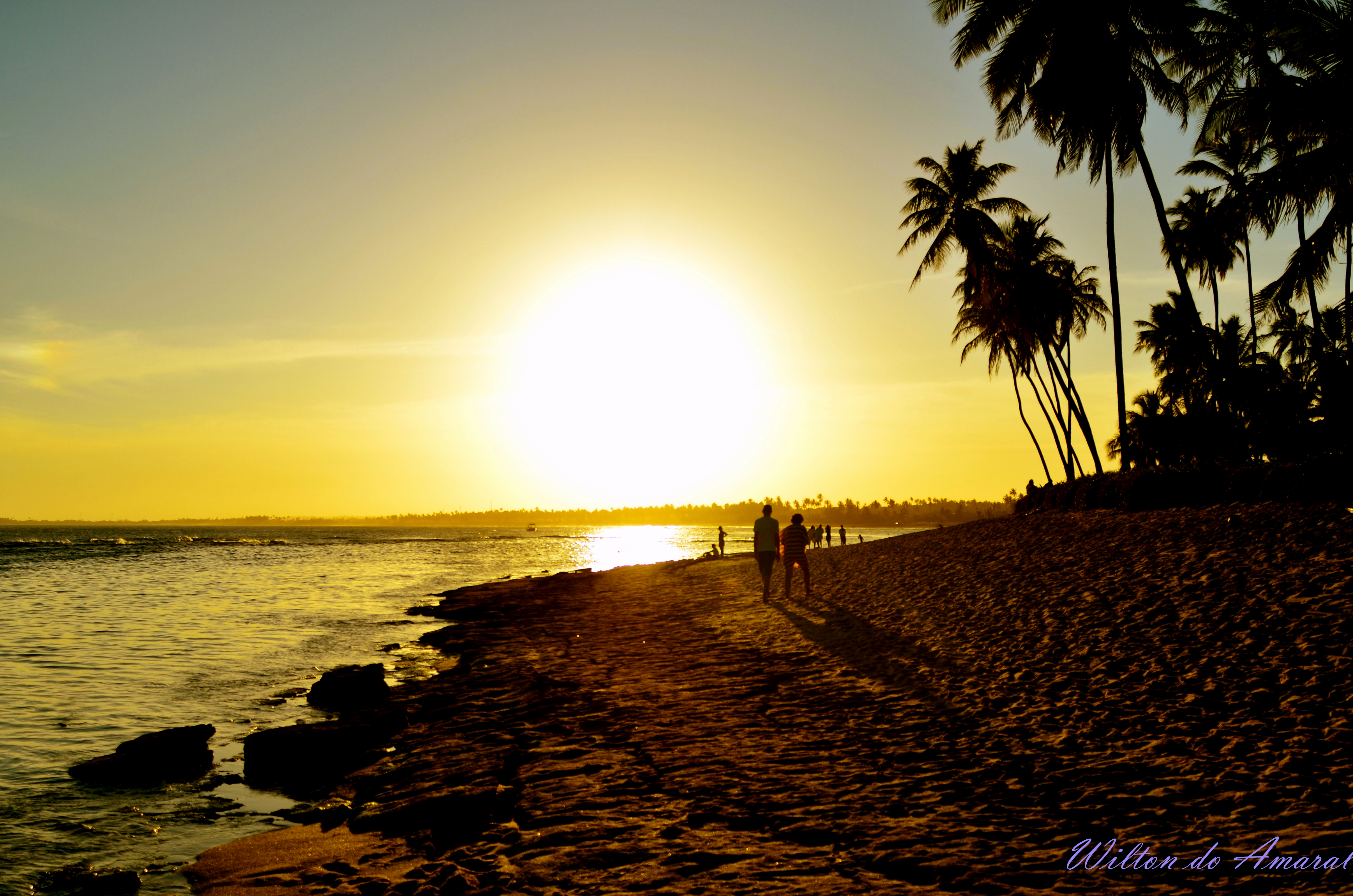
Praia do Forte, Mata de São João

Mata de São João possui um território de 633,198 quilômetros quadrados. Está inserido no litoral norte baiano e na Região Metropolitana de Salvador. Com localidades espalhadas, destacam-se a sede municipal, a vila de Diogo, Imbassaí, o Açu da Torre, Sauipe e Praia do Forte.
Fora do litoral, a sede municipal concentra 70% da população e é conectada a Dias d'Ávila e Pojuca pela BA-093. Do outro lado, estão os principais destaques turísticos ao longo dos 28 quilômetros de litoral matense, onde se encontra remanescentes de mata atlântica, dunas, restingas, manguezais, coqueirais, lagoas, riachos e cachoeiras. Na Praia do Forte, início da Linha Verde, encontram-se unidade do Projeto Tamar e do Projeto Baleia Jubarte, a Reserva Ecológica Sapiranga e o parque histórico do Castelo do Forte Garcia D'Ávila. Além da primeira Unidade de Conservação municipal, o Parque Natural Municipal da Restinga de Praia do Forte, criado em 2008 conhecido como Parque Klaus Peters. Próximos ao rio Imbassaí estão Imbassaí, local onde o leito fluvial é paralelo ao mar até a foz na Praia de Imbassaí, e Vila de Diogo, onde está a semideserta Praia de Santo Antônio. E por fim, o distrito de Sauipe, onde está a Costa do Sauipe e o megaempreendimento hoteleiro de 176 hectares de área construída.